# 驻蒙古国外交机构列表

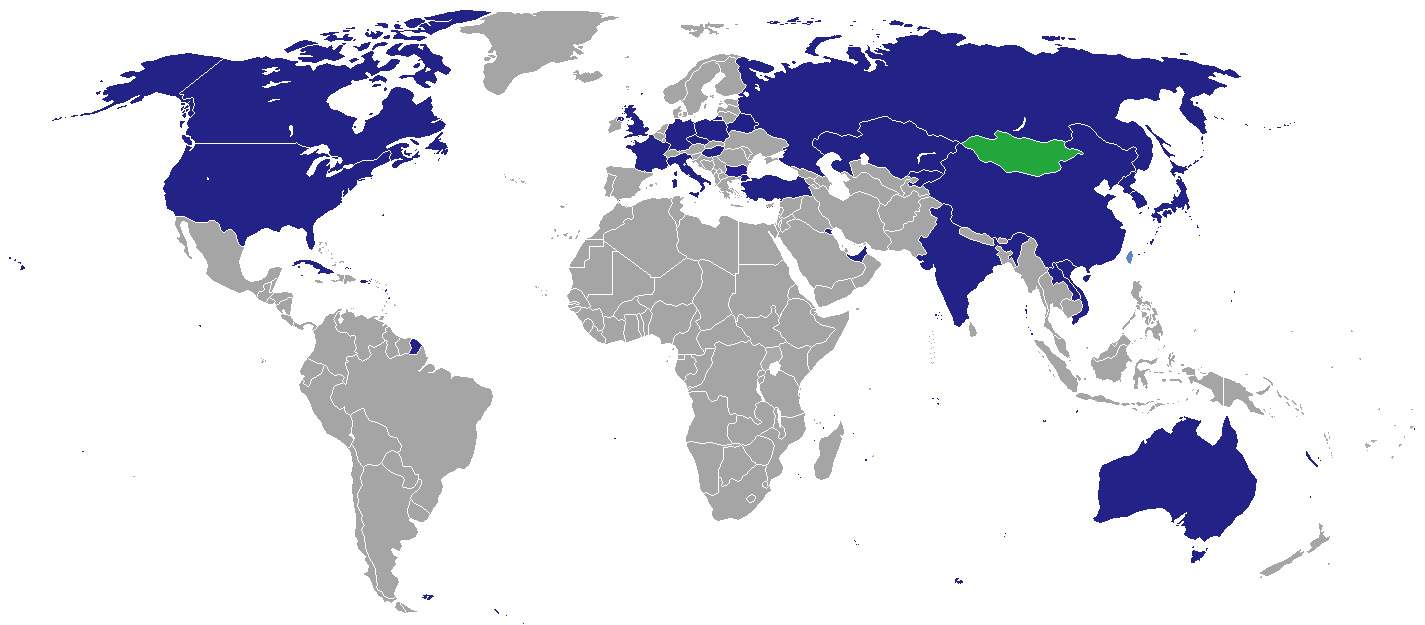
在蒙古国设有使馆的国家地图

蒙古国首都乌兰巴托目前共设有24个大使馆，其他国家在北京、首尔等地的大使馆兼驻蒙古国外交代表机构。

## 大使馆
乌兰巴托
| - 白俄羅斯 - 保加利亚 - 加拿大 - 中国 - 古巴 - 捷克 - 法國 - 德国 - 匈牙利 - 印度 - 義大利 | - 日本 - 朝鮮民主主義人民共和國 - 大韓民國 - 科威特 - 波蘭 - 俄羅斯 - 土耳其 - 阿联酋 - 英国 - 美国 - 越南 |

## 代表处
- 欧洲联盟

## 领事馆
达尔汗
- 俄羅斯

额尔登特
- 俄羅斯

扎门乌德
- 中国

## 在乌兰巴托的其他机构
- 中華民國（駐烏蘭巴托臺北貿易經濟代表處）
- 瑞士（领事办公室）

## 蒙古境外
驻中华人民共和国北京的大使馆兼当驻蒙古代表机构的国家：
| - 阿富汗 - 阿尔巴尼亚 - 阿尔及利亚 - 安哥拉 - 亞美尼亞 - 阿根廷 - 奥地利 - 巴林 - 比利时 - 巴西 | - 柬埔寨 - 中非 - 刚果共和国 - 賽普勒斯 - 丹麦 - 埃及 - 爱沙尼亚 - 衣索比亞 - 芬兰 - 希腊 - 冰島 - 印度尼西亞 - 伊朗 | - 伊拉克 - 爱尔兰 - 以色列 - 约旦 - 拉脫維亞 - 黎巴嫩 - 賴索托 - 利比亞 - 立陶宛 - 盧森堡 - 北馬其頓 - 马达加斯加 - 马拉维 - 马来西亚 | - 馬爾他 - 摩尔多瓦 - 緬甸 - 纳米比亚 - 荷蘭 - 尼泊尔 - 新西兰 - 尼日尔 - 奈及利亞 - 挪威 - 阿曼 - 巴基斯坦 - 秘魯 - 菲律賓 - 葡萄牙 | - 羅馬尼亞 - 沙烏地阿拉伯 - 塞爾維亞 - 斯洛伐克 - 斯洛維尼亞 - 南非 - 西班牙 - 瑞典 - 瑞士 - 苏丹 - 叙利亚 - 坦桑尼亚 - 泰國 - 突尼西亞 | - 乌克兰 - 乌拉圭 - 尚比亞 - 辛巴威 |

驻韩国首尔的大使馆兼当驻蒙古代表机构的国家：
| - 智利 - 哥伦比亚 - 聖座 - 墨西哥 - 巴拉圭 - 新加坡 |

驻俄罗斯莫斯科的大使馆兼当驻蒙古代表机构的国家：
| - 几内亚 - 毛里塔尼亚 - 莫桑比克 - 巴勒斯坦 |

在其他城市的机构兼当驻蒙古代表机构的国家：
| - 不丹（新德里） - （纽约） - （努尔苏丹 ） |

## 资料来源
1. ↑  .   [2017-06-27]. （原始内容存档于2019-05-08）.
2. ↑  .   [2015年3月20日]. （原始内容存档于2015年4月2日）.
3. ↑  .   [2017-06-27]. （原始内容存档于2020-05-28）.
4. ↑  . 蒙古国外交部.   [2022-01-27]. （原始内容存档于2022-01-03） （英语）.
5. ↑  . 爱沙尼亚共和国驻华大使馆. 2018-10  [2020-03-17]. （原始内容存档于2021-10-19） （爱沙尼亚语）.
6. ↑  Државе покривене на нерезиденцијалној основи （页面存档备份，存于）, Монголија
7. ↑  .   [2021-10-18]. （原始内容存档于2021-10-20）.
8. ↑  . 巴拉圭共和國駐大韓民國大使館.   [2020-08-26]. （原始内容存档于2021-12-02）.
9. ↑  . 瓜地马拉外交部.   [2020-08-26]. （原始内容存档于2021-06-03） （西班牙语）.
10. ↑  . 塔吉克斯坦外交部.   [2013-03-01]. （原始内容存档于2022-06-04）.